# Изпускателна система
Изпускателната система е система от тръби, която има цел отвеждането на отработените газове от двигател с вътрешно горене при автомобили и други технически съоръжения. Цялата система предава изгорелите газове от двигателя към един или повече ауспуси. Ауспухът (от немски: Auspuff) е тръба за изпускане на изгорелите газове. Системата включва още изпускателен колектор, каталитичен преобразувател и заглушител.
Изпускателната система на автомобила е разработена по такъв начин, че да свежда до минимум натрупването на вредни газове в двигателя. Отработените газове след възпламеняването в цилиндъра отиват директно в изпускателния колектор, който се намира в непосредствена близост до двигателя. После те преминават през каталитичен преобразувател (катализатор), в който отпадъчните газове се трансформират в кондензирала вода и вещества със по-малка степен на вредност. След него се намира изпускателната тръба (ауспух), която може да се различава в зависимост от техническите характеристики на автомобила, обема и типа на двигателя. След него се намира заглушителят.